# Kill Rock Stars
Kill Rock Stars ist ein US-amerikanisches Independent-Label aus Olympia im Bundesstaat Washington.
Das Label wurde 1991 von Slim Moon gegründet. Moon wollte zunächst Vinyl-Singles mit gesprochenen Texten veröffentlichen. Jedoch begann das Label, sich auf verschiedene lokale Bands zu erweitern, wie Unwound, Witchypoo, und die einflussreiche Riot-Grrrl-Bands Bikini Kill und Bratmobile sowie ausländische Bands wie Huggy Bear aus Großbritannien und Stereo Total aus Deutschland.
Später kamen Bands und Solokünstler wie Sleater-Kinney, The Decemberists, Lois Maffeo, Mary Lou Lord, Elliott Smith, Mukilteo Fairies, Deerhoof, Jeff Hanson, The Thermals und Gossip hinzu. Die Veröffentlichungen lokaler Bands traten demgegenüber immer stärker zurück.